# Portierung (Software)
Unter Portierung oder Port (von englisch port) versteht man die Anpassung einer Software, meist durch Softwareentwickler, damit diese auf einer anderen Rechnerarchitektur lauffähig wird, beispielsweise einem anderen Betriebssystem, einer anderen Befehlssatzarchitektur oder einer anderen Plattform. Portierungen existieren für Computerprogramme wie Anwendungsprogramme, Apps oder Computerspiele, aber auch für ganze Betriebssysteme.
Der Aufwand, der für eine Portierung betrieben werden muss, ist je nach System und genutzten Programmierschnittstellen (APIs, von englisch Application Programming Interface) und Frameworks unterschiedlich. Wenn der Compiler der vom ursprünglichen Computerprogramm verwendeten Programmiersprache und die benötigten Programmbibliotheken auch auf der Zielplattform vorhanden sind, ist meist nur eine geringe Anpassung des Quelltextes sowie weiterer beim Erstellungsprozess (Build-Prozess) beteiligten Teile, etwa Makefiles und Shellskripte, notwendig.